# Filipa Reis
Filipa Reis (Lisboa, 1977) é uma realizadora e produtora portuguesa, premiada internacionalmente. 

## Biografia
Filipa Reis nasceu na capital portuguesa, em 1977. 
Estudou na Universidade Católica portuguesa, onde obteve a licenciatura em Gestão de Empresas e a pós graduação em Cinema e Televisão.  Com o da Fundação Calouste Gulbenkian, frequentou o curso de Produção de Cinema, em Londres, na  London Film School.
Em parceria com João Miller Guerra, co-realiza vários filmes premiados internacionalmente e funda a produtora Uma Pedra no Sapato, em 2008. 

## Prémios e Reconhecimento
Enquanto realizadora, viu o seu trabalho ser reconhecido internacionalmente, tendo sido galardoada com vários prémios internacionais, entre os quais: 
- 2010 - Grande Prémio CGD para Melhor longa metragem portuguesa, no DocLisboa, pelo filme Li ké Terra [4]
- 2012 - Prémio do Cinema Português, para Melhor Filme, no Fantasporto [5]
- 2012 - Com Cama de Gato, recebeu o Prémio Pixel Bunker para Melhor Curta Metragem Portuguesa, no IndieLisboa; e o Prémio Revelação noFestival de Cinema Luso-Brasileiro de Santa Maria da Feira [6]
- 2015 - No Indielisboa, ganhou o prémio de Melhor Filme na Competição de Curtas Metragens Portuguesas, com Fora da Vida [7]
- 2018 - Ganha com Djon Africa, os prémio FIPRESCI do júri e uma menção honrosa no Festival Internacional do Uruguai [2]

Através da produtora Uma Pedra no Sapato, produziu Grand Tour de Miguel Gomes, premiado no Festival de Cinema de Cannes, Prémio de Melhor Realização; e Balada de um Batráquio, realizado por Leonor Teles, que em 2016, venceu um Urso de Ouro na Berlinale Shorts. 

## Filmografia
Entre a sua filmografia encontram-se: 
- 1999 - Um Luar Comum, co-realizado com Luís Alves de Matos

- 2010 – Li Ké Terra, co-realizado com João Miller Guerra e Nuno Baptista
- 2011 – Nada Fazi, co-realizado com João Miller Guerra
- 2012 – Orquestra Geração, co-realizado com João Miller Guerra
- 2012 – Bela Vista, co-realizado com João Miller Guerra
- 2012 – Cama de Gato, co-realizado com João Miller Guerra
- 2013 – Fragmentos de uma Observação Participativa,  co-realizado com João Miller Guerra
- 2014 – O Indispensável Treino da Vagueza,  co-realizado com João Miller Guerra
- 2015 – Fora da Vida,  co-realizado com João Miller Guerra
- 2018 – Djon Africa, co-realizado com João Miller Guerra
- 2023 - Légua, co-realizado com João Miller Guerra [11][12]